# Santa Maria (Bulacan)
Pour les articles homonymes, voir Santa Maria.
Santa Maria est une municipalité de la province de Bulacan, aux Philippines.